# Leptocerus mahadbhuta
Leptocerus mahadbhuta är en nattsländeart som beskrevs av Schmid 1987. Leptocerus mahadbhuta ingår i släktet Leptocerus och familjen långhornssländor. Inga underarter finns listade i Catalogue of Life.